# 라파엘로 산치오
라파엘로 산치오 다 우르비노(이탈리아어: Raffaello Sanzio da Urbino, 1483년 4월 6일~1520년 4월 6일)는 르네상스 시대 이탈리아의 예술가·화가이며, 흔히 라파엘로(Raffaello)라고 불린다. 에피쿠로스, 피타고라스, 안티스테네스 등 고대 그리스의 학자가 학당에 모인 것을 상상해서 그린 그림인 《아테네 학당》이 특히 유명하다.

## 생애
산치오는 이탈리아 마르케 지방의 우르비노에서 태어났다. 그는 화가이자 지성인인 조반니 산티의 아들이었다. 라파엘로는 젊어서부터 조형과, 감정, 빛, 공간표현 문제까지 두루 연마하였다. 그의 천재성은 16세에 그를 대가의 반열에 올려 놓았다.
1504년 그는 미켈란젤로와 레오나르도 다 빈치가 있는 피렌체로 이주하였다. 이곳에서 그는 <성모 마리아와 아기 예수>를 비롯한 수많은 작품을 제작하였다. 1508년에 교황 율리우스2세의 부름을 받아 로마로 간 그는 그의 대표작인 아테네 학당이 포함된 프레스코 연작을 제작하기 시작한다.
교황청의 건축과 회화, 장식 등 미술 분야에 관한 감독 책임을 맡고 있던 라파엘로는 37세의 생일에 갑자기 요절하게 된다. 그의 위대함을 알아 보고 교황 직위를 내리려 했던 추기경 레오 10세는 라파엘로가 요절하자 그를 애도하면서 국가장을 치르게 한다. 라파엘로는 현재 로마의 판테온에 묻혀있다.

## 본문
이탈리아 움브리아 우르비노에서 출생하였다. 레오나르도 다 빈치, 미켈란젤로와 함께 르네상스의 고전적 예술을 완성한 3대 천재 예술가의 한 사람이다. 궁정시인의 아들로 태어나 어머니를 일찍 여의고 11세 때 아버지마저 잃어 사제(司祭)인 숙부 밑에서 자랐다. 시인이며 화가였던 아버지에게서 그림을 배우다가 아버지가 세상을 떠난 후에는 동향인인 T.비테에게서 배웠고 움브리아파의 지도자인 피에트로 페루지노(Pietro Peruggino)의 그림공방에서 도제 수업을 받았다.
1500년 P.페루지노가 완성한 페루지아 어음교환소의 벽화 중 우의상(寓意像)은 당시 17세였던 라파엘로가 조수로서 그린 것이다. 1500년경의 작품으로 알려진 콩데 미술관의 《삼미신》(三美神), 내셔널 갤러리의 《기사의 꿈》은 청순한 색채와 감미로운 음악적 리듬이 보이며 격정이나 위대성을 강조하지 않고 부드러운 매력을 나타내려 하였다. 공간에 교차하는 화음의 물결을 민감하게 포착하는 음악적인 감각은 루브르 박물관의 《성 미카엘》, 《성 게오르기우스》에서도 볼 수 있는 것으로 예술의 기조를 이룬다. 페루지아에 나온 후로는 페루지노풍의 최고의 기법을 급속히 익혔으며, 특히 《성모대관》(바티칸미술관) 《그리스도의 책형(磔刑)》(런던), 《스포잘리치오(성모의 결혼)》(밀라노) 등은 페루지노 작품으로 착각할 정도이다. 공간처리나 환상적인 표현에는 그의 스승에게서 볼 수 없는 신선미를 보이고 있다. 1504년 피렌체에서 예술적 전통에 고취되면서 F.바르톨로메오의 장대한 화면구성과 레오나르도 다 빈치의 명암법을 배워 페루지노의 영향을 탈피하고 피렌체파(派)의 화풍으로 발전하였다. 《도니 부처상(夫妻像)》이나 기타 이 시기의 초상화는 레오나르도 다 빈치의 영향을 다분히 받았고, 이 시대에 가장 많이 그려진 성모자상에서도 성모의 자태나 피라미드형 구도에 있어 레오나르도 다 빈치의 영향이 뚜렷하다. 나아가 《그리스도의 매장》(로마)에서는 미켈란젤로의 선의 움직임까지도 모방하였다. 그러나 그는 선인(先人)의 기법을 자기의 것으로 소화하여 화면구성에 있어서 선의 율동적인 조화라든지 인물 태도의 고요함이나 용모의 청순함 등에는 언제나 독자성을 나타내었다.
피렌체에서 몇 년간 그림을 그린 라파엘로는 1508년 로마로 건너갔으며 1509년 로마교황 율리우스 2세를 위하여 바티칸궁전 내부에 있는 스탄체(Stanze) 서명실(署名室)의 벽화를 그렸다. 이곳에 천장화를 그린 후 사면의 벽면에 《성체의 논의》, 《아테네 학당》, 《파르나소스》, 《삼덕상》(三德像) 등을 그렸으며 그의 탁월한 솜씨를 유감없이 발휘하였다. 로마의 고대유적과 고전 연구에 힘을 기울이는 한편, 완성단계에 있던 미켈란젤로의 시스티나성당 천장화에서 조형적 파악법을 배워 공교한 율동적 구도를 바탕으로 고전적인 격조 높은 걸작을 이룩하는 데 성공하였다. 이 무렵 교황 측근으로부터도 계속 제작의뢰를 받아 《어느 추기경의 초상》, 《토마소 잉기라미의 초상》, 《폴리뇨의 성모》와 같은 걸작을 남겼다.
당시 유명한 은행가인 아고스티노 키지의 별장(파르네시나 궁전)을 장식하기 위한 벽화를 의뢰받은 것도 이 무렵이며 이때 제작된 그림이 그의 대표작인 《갈라테아의 승리》이다. 당시 이곳에서 작업 중이던 베네치아파 화가 세바스티아노 델 피온보와 알게 되어 그의 채화법(彩畵法)을 배웠다. 이 색채묘법(色彩描法)의 변화는 1511∼1514년에 제작한 바티칸궁전의 스탄차 데 엘리오도로의 벽화 《헬리오도로스의 추방》, 《볼세나의 미사》 《성 베드로의 해방》, 《로마에서 격퇴당하는 아틸라》 등에 나타나 있는데, 빛과 그늘을 양괴적(量塊的)으로 대치시킨 명암효과는 이전에 볼 수 없었던 활기를 띠었다.

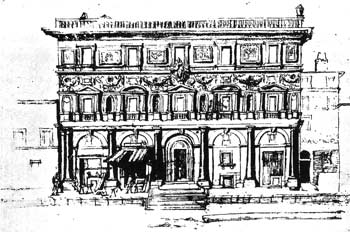
브란코니오 궁전, 현재 파괴됨

베네치아파적인 색채효과는 《율리우스 2세상(像)》을 위시하여 《베일을 쓴 여인》, 《발타사르 카스티요네상》, 《작은 의자의 성모》 등에 나타나 있다. 한편 건축에도 손을 대어 1514년 동향 선배인 B.L.브라만테의 뒤를 이어 성베드로대성당 건조에 관계하였고, 1514∼1517년 바티칸궁전의 스탄차델 인첸디오의 벽화장식에도 종사하였으며, 1515년부터는 고대유적 발굴의 감독관이 되었다. 《산시스토의 성모》(드레스덴)는 이 무렵의 걸작으로 아카데믹한 형식주의가 싹트고 있으며 《산타 체칠리아》(볼로냐)에서 그 경향이 더욱 뚜렷하다. 그 사이에도 키지예배당의 설계와 장식, 바티칸궁전의 로지에의 장식, 빌라마다마의 건축 등에 종사하였다. 그런데 많은 제자들을 거느린 화려한 궁정화가로서 일에 쫓기던 그의 예술은 종교개혁운동을 계기로 차차 쇠퇴하였고, 제자들과 함께 그린 파르네지나궁의 천장화 《프시케의 이야기》에서는 지난날의 감미로운 리듬은 사라지고 고대 조각의 영향을 조악하게 반영하여 채색한 조상(彫像)과 같은 느낌을 준다. 그러나 1518년의 《레오 10세의 초상》에서는 군상(群像)을 훌륭한 솜씨로 처리하여 뛰어난 초상화가임을 증명하였다. 만년에 심혈을 기울인 《그리스도의 변용》(바티칸)을 완성하지 못한 채 37세로 요절하였으나, 천상의 신비스러운 광휘와 지상의 소란을 대조시켜 S자형의 분방한 구도로 동적 표현을 시도한 이 작품은 이미 고전양식을 해체한 것으로 바로크양식의 싹이 엿보인다. 짧은 생애에 많은 걸작을 남긴 그가 미술사에 끼친 영향은 지대하며, 19세기 전반까지 고전적 규범으로 받들어졌다.
피카소를 중심으로 한 현대 초기 미술을 큐비즘(입체파)이라 하는데, 근대주의 미술의 표본적 그림이라 할 정도도 사실적인 극치가 잘 나타났다. 피카소의 그림이 다방면 입체감이 뛰어난데, 라파엘로 작품 역시 그에 못지않게 입체감이 살아 있고, 특히 원근감이 정말 놀라울 정도로 환상적이다.

## 주요 작품

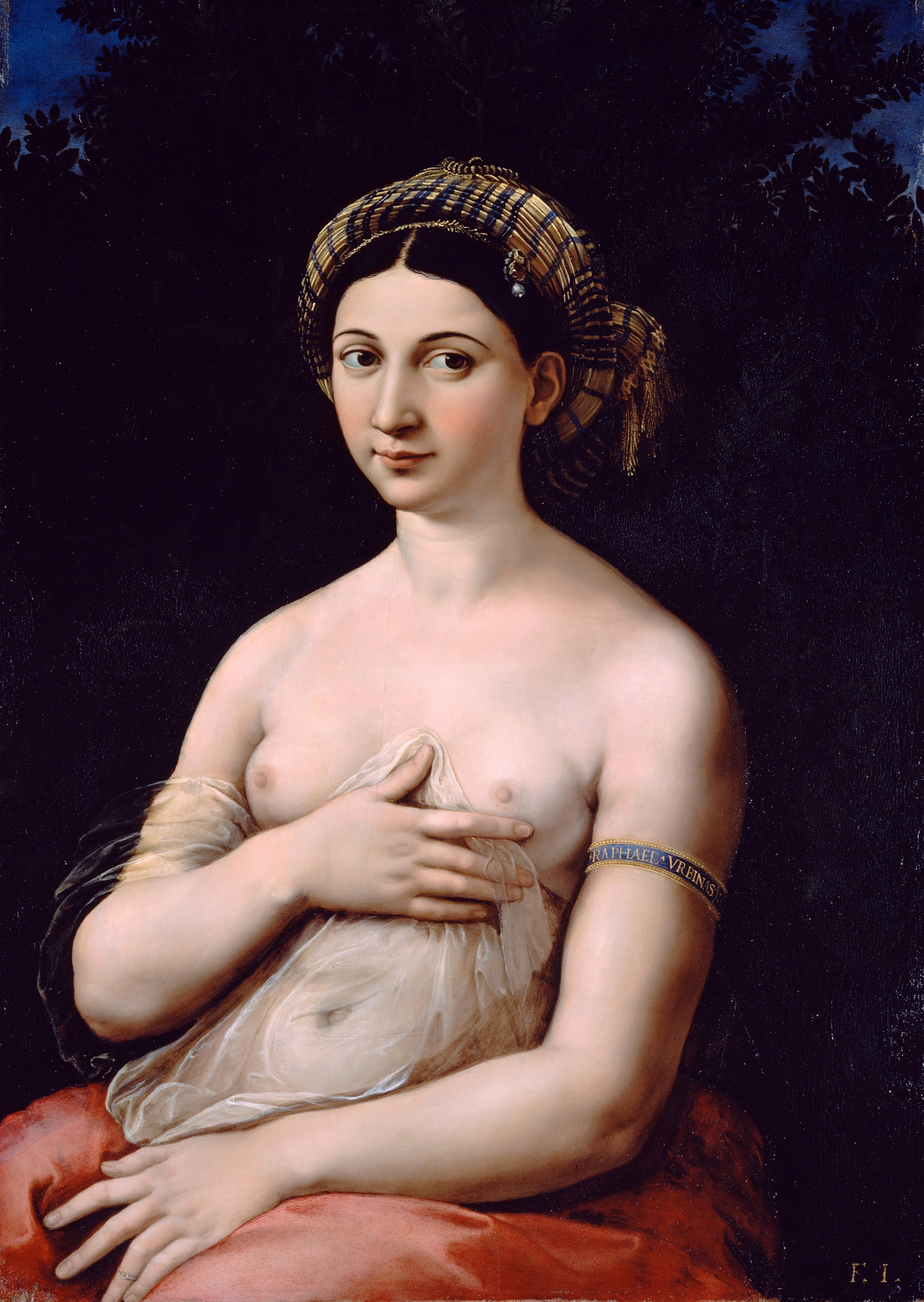
《라 포르나리나》
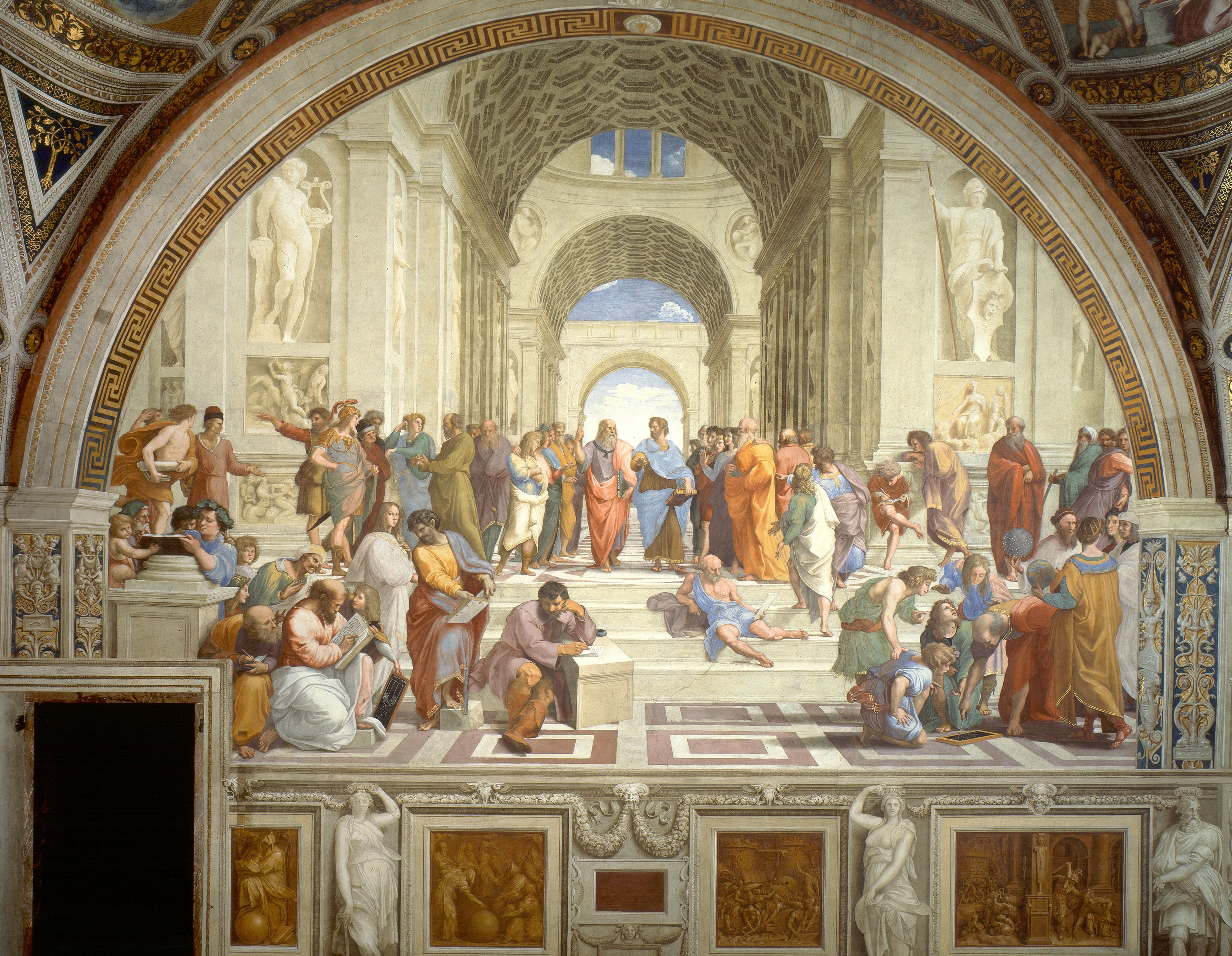
《아테네 학당》
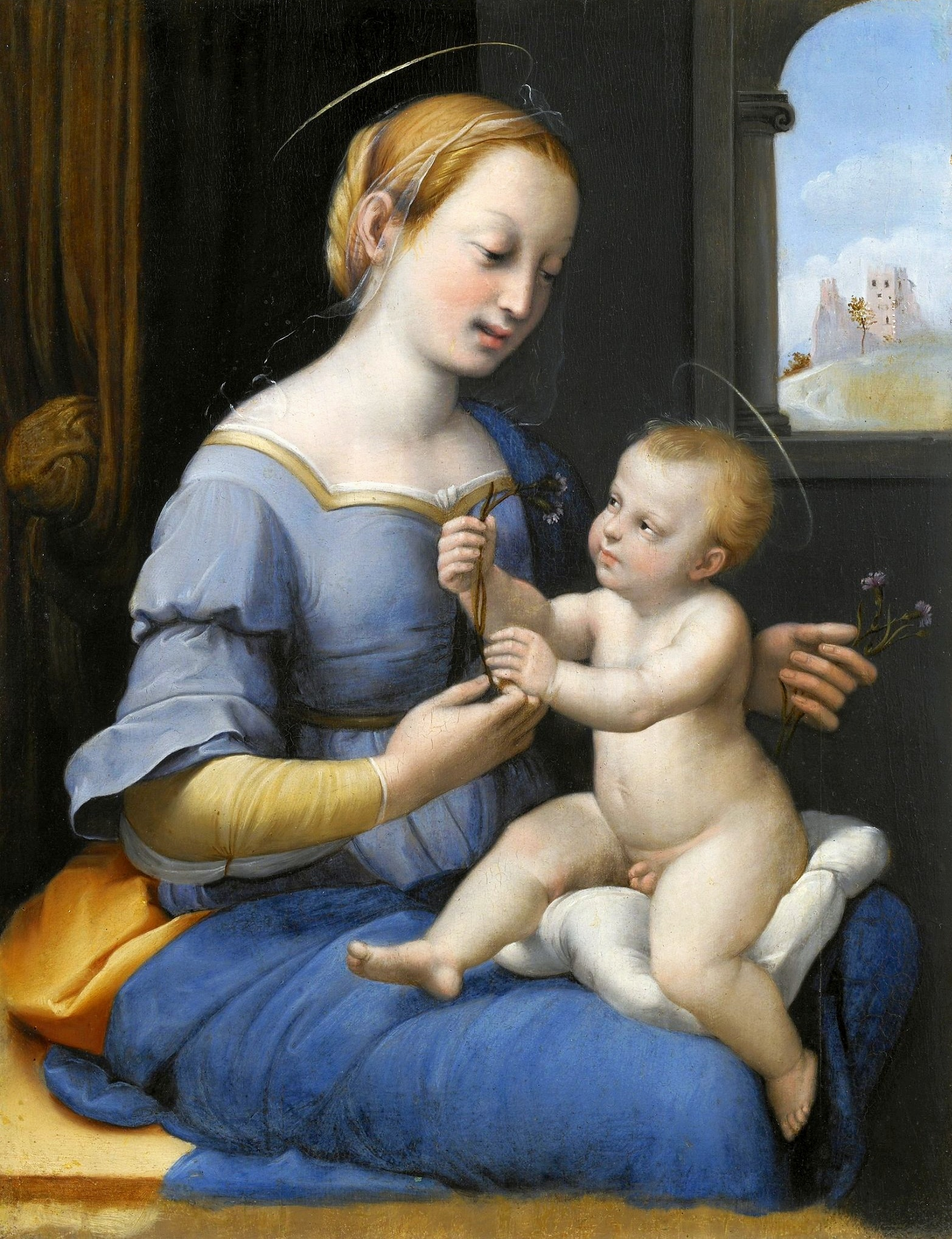
《카네이션의 성모》, 1506년경~1507년
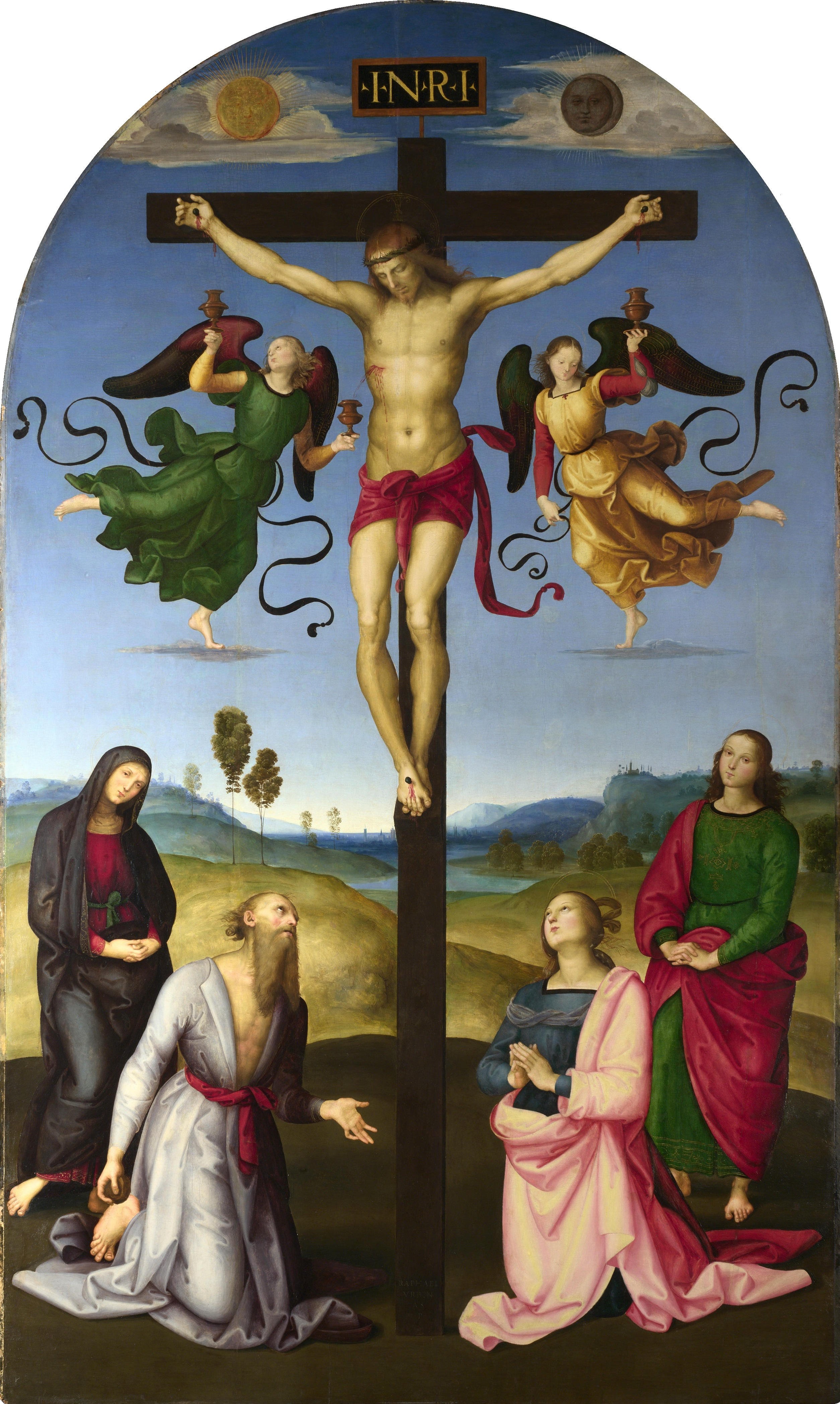
《몽드의 그리스도 책형》, 1502년~1503년
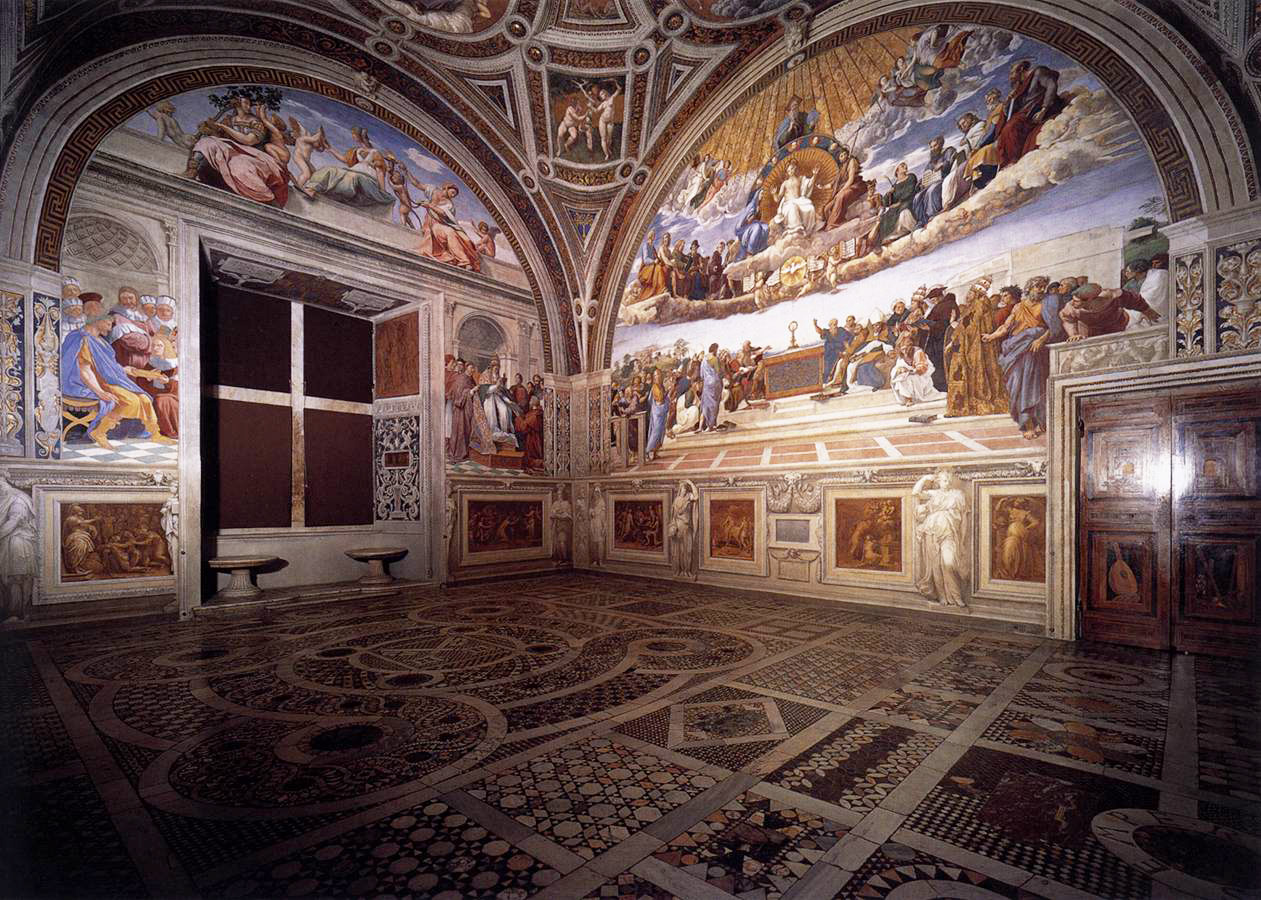
라파엘로의 방

## 같이 보기
- 앤서니 블런트
- 조르조 바사리
- 하인리히 뵐플린